# Ely Parker
Ely Samuel Parker (1828 – 31. august 1895), (født Hasanoanda, senere kendt som Donehogawa) var en irokeser fra Senecastammen som blev født i Indian Falls, New York (dengang en del af Tonawanda Reservatet). Under den amerikanske borgerkrig skrev han det endelige udkast af den konfødereredes overgivelsesbetingelser ved Appomattox. Senere i sin karriere steg Parker i graderne til Brigadegeneral, en forfremmelse som blev tilbagedateret til overgivelsen.

## Karriere
Parker indledte sin karriere i offentlig tjeneste med at arbejde som oversætter for Seneca høvdingene i deres forhandlinger med regeringsinstanser. I 1852 blev han udnævnt til sachem i Seneca stammen, Donehogawa, vogter af den vestlige dør.
Parker arbejdede i et advokatfirma ('læste jura') i de sædvanlige tre år i Ellicottville i New York, og ansøgte derefter om at at gå til eksamen. Det fik han ikke lov til, han var jo ikke hvid. ,
selv om andre kilder siger, at den anførte årsag var at han ikke var Amerikansk statsborger.
 (Indianere blev ikke statsborgere før loven om indiansk statsborgerskab blev vedtaget i 1924). Dernæst studerede han til ingeniør ved Rensselaer Polytechnic Institute i Troy, New York og arbejdede som civilingeniør indtil borgerkrigen.
Ved begyndelsen af borgerkrigen prøvede Parker at opstille et regiment af irokesiske frivillige, der skulle kæmpe for Unionen, men blev afvist af guvernør Edwin D. Morgan. Han prøvede derefte at komme ind i hæren som ingeniør, men fik af krigsminister Simon Cameron at vide, at det kunne han ikke, fordi han var indianer. 
Parkers livslange ven Ulysses S. Grant, hvis styrker led under mangel på ingeniører greb ind, og Parker sluttede sig til Grant ved Vicksburg. Han blev udnævnt til kaptajn i 1863 og steg i graderne til brigadegeneral. Parker blev adjudant for Ulysses S. Grant og var til stedet fra den konfødererede general Robert E. Lee overgav sig ved Appomattox Courthouse i april 1865. Overgivelsesdokumenterne er skrevet med hans håndskrift. Under overgivelsen antog Lee fejlagtigt at Parker var sort, men undskyldte ved at sige: "Jeg er glad for at se en rigtig amerikaner her". Efter sigende svarede Parker: "Vi er alle amerikanere, sir".
Efter borgerkrigen var Parker leder af Kontoret for indianske forhold fra 1869 til 1871. Efter at have forladt offentlig tjeneste involverede han sig i aktiemarkedet, hvor han til sidst tabte den formue han havde samlet sig. Han levede sine sidste år i fattigdom og døde i Fairfield, Connecticut den 31. august 1895. Hans lig blev senere gravet op og flyttet til Forest Lawn Cemetery i Buffalo for at det kunne ligge sammen med andre kendte fra det vestlige New York den 20. januar 1897.
Parkers karriere og virkning på samtidige indianere er beskrevet i kapitel 8 af Bury My Heart at Wounded Knee.
Det sies også, at han hjalp med til at grundlægge byen Parker i Arizona. Det skal dog bemærkes, at der er en anden person med efternavnet Parker, som også hævdes at være denne hjælper.